# Orden Heinrichs des Löwen

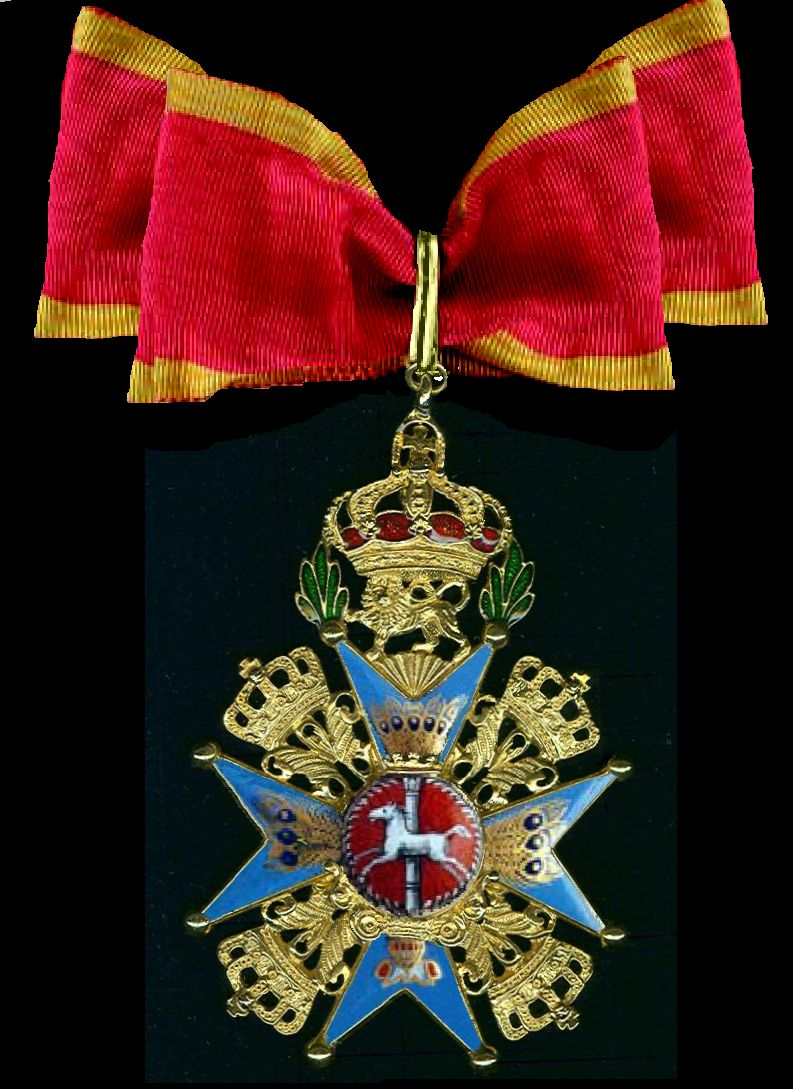
Kommandeurkreuz

Der Orden Heinrichs des Löwen, auch Hausorden Heinrichs des Löwen oder Herzoglich Braunschweigischer Orden Heinrichs des Löwen genannt, ist ein braunschweigischer Orden, der am 25. April 1834 durch Herzog Wilhelm von Braunschweig als Zivil- und Militärverdienstorden zur Erinnerung an Heinrich den Löwen gestiftet wurde.

## Ordensklassen

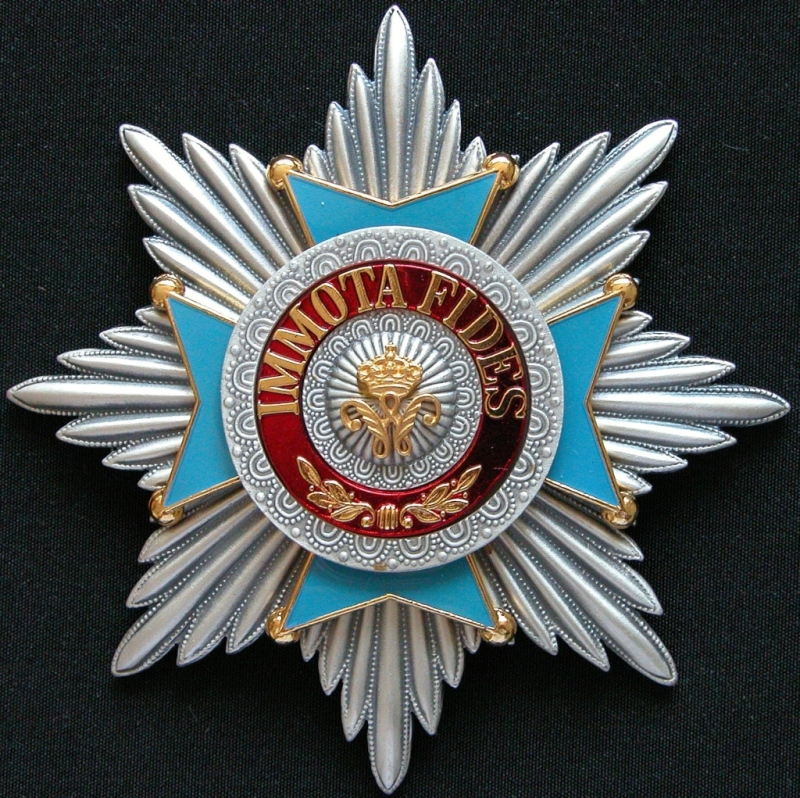
Orden Heinrichs des Löwen (Kopie): Bruststern zum Großkreuz mit Devise. Das „W“ im Zentrum steht für den Stifter des Ordens, Herzog Wilhelm von Braunschweig.

Die Stiftung erfolgte zunächst in vier Ordensklassen sowie einem affiliierten Verdienstkreuz:
- Großkreuz
- Kommandeur I. und II. Klasse
- Ritter
- Verdienstkreuz I. und II. Klasse

Anlässlich des Deutsch-Französischen Krieges erfolgte 1870 die Einführung der Schwerter in allen Klassen für Kriegsverdienste. Diese sind unter dem Kreuz angebracht. Am 8. März 1877 verfügte der Herzog die Teilung der Ritter-Klasse in Ritter I. und II. Klasse. 1903 erfolgte die Stiftung des Ehrenzeichens in Form einer silbernen Medaille. Im Jahre 1908 wurde eine I. Klasse eingeführt. Außerdem kam das Offizierskreuz sowie die IV. Klasse neu hinzu und das Ehrenzeichen ab diesem Zeitpunkt in zwei Klassen – Silber und Bronze – geteilt. Ein Jahr später gab es Änderungen betreffend der Verleihung der Schwerter. Diese wurde nunmehr für Kriegsverdienste durch das Mittelschild kreuzend verliehen. Zusätzlich führte man die Schwerter über dem Kreuz ein. Verleihungen erfolgten an Inhaber einer höheren Klasse, wenn dieser bereits vorher mit einer niedrigeren Klasse mit Schwertern für Kriegsverdienste beliehen worden war. Bis zum Ende der Monarchie im November 1918 wurde der Orden dann in folgender Rangordnung verliehen:
- Großkreuz
- I. Klasse
- Kommandeur I. und II. Klasse
- Offizierskreuz
- Ritter I. und II. Klasse
- IV. Klasse
- Verdienstkreuz I. und II. Klasse
- Ehrenzeichen I. und II. Klasse

## Ordensdekoration

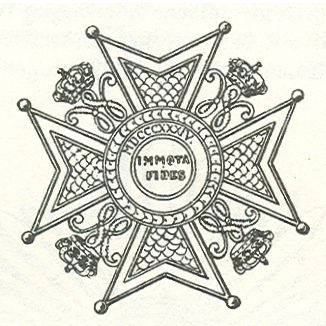
Bruststern zum Kommandeurkreuz I. Klasse

Das Ordenszeichen ist ein goldenes achtspitziges, hellblau emailliertes Johanniterkreuz mit rotem, gestrahltem Mittelschild, auf dem die gekrönte Säule mit springendem Sachsenross und auf dessen Flügeln der Helm und die Pfauenfedern des Wappens angebracht sind.
Ein Löwe verbindet Krone und Kreuz, zwischen den Flügeln befinden sich gekrönte „W“ für den Stifter des Ordens Herzog Wilhelm. Auf dem Revers des Mittelschildes steht der Wahlspruch IMMOTA FIDES (Unerschütterliche Treue) mit der umlaufenden römischen Jahreszahl MDCCCXXXIV der Stiftung.
Im Gegensatz zu allen anderen Klasse ist das Kreuz der Ritter II. Klasse aus Silber gefertigt. Die IV. Klasse besteht ebenfalls aus Silber und ist lediglich im Medaillon emailliert.
Das Verdienstkreuz beider Klassen ist ein Hochkreuz mit aufgesetztem Medaillon. Darin ist die gekrönte Initiale des Stifters W zu sehen. Auf den Kreuzarmen die Ordensdevise IM /MO / TA /FIDES. Zwischen den Kreuzarmen der I. Klasse verläuft zusätzlich ein grün emaillierter Eichenkranz.
Das Ehrenzeichen ist eine runde Medaille, wobei die I. Klasse in Silber, die II. Klasse in Bronze geprägt wurde. Im Avers die von einem Eichenlaubkranz umschlossene und von einer Krone überragte Initiale des Stifters. Im Revers die bereits beschriebene zweizeilige Ordensdevise. Darüber ein sechsstrahliger Stern und darunter zwei gekreuzte Eichenzweige.
Zum Großkreuz und dem Kommandeurkreuz I. Klasse gehört außerdem ein silberner achteckiger Bruststern mit dem Kreuz in der Mitte. Das Großkreuz konnte außerdem zu besonderen Anlässen mit einer Collane bestehend aus Löwe, dem Wappen mit Trophäen und dem Mittelschild, getragen werden.

## Trageweise

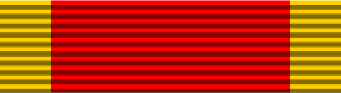
Ordensband

Das Großkreuz wurde an einer Schärpe von der linken Schulter getragen. I. Klasse sowie Kommandeur I. und II. Klasse dekorierten die Auszeichnung als Halsorden. Großkreuz und Kommandeur I. Klasse trugen zusätzlich einen Bruststern. Das Offizierskreuz ist ein Steckkreuz, welches ebenso wie die restlichen Klassen des Ordens auf der linken Brustseite getragen wurde.
Die Dekoration wird nach den Ordensklassen in verschiedenen Größen an einem hochroten Band mit gelben Rändern getragen.

## Verleihungen
Aus den Matrikellisten des Niedersächsischen Staatsarchivs lassen sich folgende Verleihungszahlen ermitteln:
| Ordensklasse                                          | 1834–1858 | 1859–1879 | 1880–1911 | 1912–1918 | Gesamt |
| ----------------------------------------------------- | --------- | --------- | --------- | --------- | ------ |
| Großkreuz                                             | 121       | 72        | 185       | 43        | 421    |
| Großkreuz mit Schwertern unter dem Kreuz              |           | 9         | 25        |           | 34     |
| Großkreuz mit Schwertern                              |           |           |           | 2         | 2      |
| Großkreuz mit Schwertern am Ring                      |           | 1         | 12        |           | 13     |
| I. Klasse                                             |           |           | 58        | 60        | 118    |
| I. Klasse mit Schwertern am Ring                      |           |           | 2         |           | 2      |
| Kommandeur I. Klasse                                  | 95        | 70        | 238       | 65        | 468    |
| Kommandeur I. Klasse mit Schwertern unter dem Kreuz   |           | 12        | 12        | 1         | 25     |
| Kommandeur I. Klasse mit Schwertern                   |           |           |           | 2         | 2      |
| Kommandeur I. Klasse mit Schwertern am Ring           |           | 9         | 15        | 1         | 25     |
| Kommandeur II. Klasse                                 | 131       | 130       | 443       | 101       | 805    |
| Kommandeur II. Klasse mit Schwertern unter dem Kreuz  |           | 22        | 36        |           | 58     |
| Kommandeur II. Klasse mit Schwertern                  |           |           | 1         | 1         | 2      |
| Kommandeur II. Klasse mit Schwertern am Ring          |           | 3         | 17        | 5         | 25     |
| Offizierskreuz                                        |           |           | 126       | 100       | 226    |
| Offizierskreuz mit goldenen Schwertern                |           |           | 1         | 1         | 2      |
| Offizierskreuz mit silbernen Schwertern               |           |           | 3         |           | 3      |
| Ritterkreuz I. Klasse                                 | 329       | 323       | 753       | 31        | 1.436  |
| Ritterkreuz I. Klasse mit Schwertern unter dem Kreuz  |           | 92        | 43        |           | 135    |
| Ritterkreuz I. Klasse mit Schwertern                  |           |           | 1         | 1         | 2      |
| Ritterkreuz I. Klasse mit Schwertern am Ring          |           |           | 21        | 1         | 22     |
| Ritterkreuz II. Klasse                                |           | 38        | 1.372     | 286       | 1.696  |
| Ritterkreuz II. Klasse mit Schwertern unter dem Kreuz |           | 2         | 77        |           | 79     |
| Ritterkreuz II. Klasse mit Schwertern                 |           |           | 2         | 6         | 8      |
| Ritterkreuz II. Klasse mit Schwertern am Ring         |           |           | 1         |           | 1      |
| IV. Klasse                                            |           |           | 268       | 256       | 524    |
| IV. Klasse mit Schwertern                             |           |           | 1         |           | 1      |
| Goldenes Verdienstkreuz                               | 80        | 183       | 1.211     | 344       | 1.818  |
| Goldenes Verdienstkreuz mit Schwertern                |           |           | 10        | 9         | 19     |
| Silbernes Verdienstkreuz                              | 167       | 412       | 2.379     | 451       | 3.409  |
| Silbernes Verdienstkreuz mit Schwertern               |           |           | 140       | 3         | 143    |
| Ehrenzeichen I. Klasse                                |           |           |           |           | 1.804  |
| Ehrenzeichen II. Klasse                               |           |           |           |           | 796    |

Vom Großkreuz wurden für besondere Verdienste vier Exemplare mit Brillanten verliehen. Das erste wurde im Jahre 1835 für 1.200 Gulden, das zweite 1837 für 963 Pfund sowie das dritte und vierte für jeweils 7.000 Goldmark gefertigt.
Bekannte Träger
- siehe: Träger des Ordens Heinrichs des Löwen